# 섭사성
섭사성(聶士成)(1836-1900)은 자(字)는 공정(功亭), 시호(諡號)는 충절(忠節)이다. 안휘성(安徽省) 합비(合肥) 북향(北鄕)(오늘날 강집향崗集鄕 섭사당聶祠堂) 출신이다. 청(淸) 말기 회군(淮軍)의 명장이다.

## 생애
안휘성 합비 북향 강집삼십포촌(崗集三十鋪村) 섭사당(聶祠堂) 영일(郢一)의 농가에서 태어났다. 무동(武童) 출신이다. 모친은 열녀(烈女) 풍격이 있어 70세에도 여전히 무예를 연마할 수 있었다. 이후 회군(淮軍) 원갑삼(袁甲三)을 따라 염군(捻軍)을 공격하였다. 회군으로 소속을 바꾸고 파총(把總)에 임명되었고, 태평군(太平軍)과 염군을 평정하면서 공적을 세워 역용바투르(力勇巴圖魯)에 수여되었다. 왕효기(王孝祺), 장고원(章高元)과 더불어 '회군후기삼명장(淮軍後起三名將)'으로 칭해졌다.
광서(光緒) 10년(1884), 청불전쟁(中法战争)이 발발, 섭사성은 명을 받고 군대를 이끌고 대만으로 가서 산서태원진총병(山西太原鎭總兵)에 제수되었다. 1894년, 청일전쟁이 발발하면서 섭사성은 제독(提督) 섭지초(葉志超)를 따라 무의군(武毅軍)을 거느리고 조선에 파견되어 충청도 아산(牙山)에 주둔하였다. 요동(遼東) 대고령(大高嶺) 일대에 소수의 청군으로 승리를 거뒀고, 그 공으로 직례제독(直隸提督)에 제수되었다.
전후 무의군 잉여 부대는 노대(蘆臺)에 주둔하였다. 섭사성은 독일군법에 따라 조련하였고, 당시 장작림(張作霖)을 발탁하였다.
1898년, 청정부는 북양부대(北洋部隊)를 무위군(武衛軍)으로 개조하였고, 섭사성의 무의군 마보(馬步) 30영(三十營)은 무위전군(武衛前軍)으로 개조되었다.
1900년, 의화단운동(義和團運動)이 산동(山東) 등지에서 급속히 발전하자 섭사성은 의화군 진압에 주력하였다. 4월, 의화단은 보정철로(保定鐵路)를 파괴하였다. 5월 30일, 섭사성은 명을 받고 노보철로(蘆保鐵路)와 경진철로(京津鐵路)를 보호하였다. 의화단은 황촌철로(黃村鐵路)를 태우자 섭사성 군대는 이를 저지하였으나 의화단의 공격을 받고 수십 명이 부상당했다. 이후 의화단 3천 명은 낭방철궤(廊坊鐵軌)를 파괴하였다. 섭사성은 군대를 이끌고 가다가 의화단의 습격을 받았고, 섭사성 군대는 반격하여 의화단 5백명을 죽였다. 당시 집권하고 있던 단왕(端王) 재의(載漪)와 대학사(大學士) 강의(剛毅) 등은 지를 내려 섭사성을 엄책하였다. 직례총독(直隸總督) 유록(裕祿)은 섭사성에게 명하여 노대로 돌아오게 하였고, 섭사성은 군대를 이끌고 천진(天津)으로 돌아왔다. 당시 천진에는 위화단 2만여 명이 있었고, 무위군 사병을 항상 공격하였고 섭사성은 반항하지 못하였으나, 섭사성 군대와 의화단의 대립은 더욱 심해졌다. 군기대신(軍機大臣) 영록(榮祿)은 섭사성 군대가 변을 일으킬 것을 우려하여 섭사성에게 서신을 보내어 위안하였고, 무위군 군복을 서양화하면 오해받기 쉽다고 말하였다. 섭사성은 '권비(拳匪, 의화단)가 백성에 끼치는 해는 반드시 국가에도 화를 끼칩니다. 저는 직례제독으로 관할에 비적이 있어도 초토할 수 없는데 직임을 맡은들 무엇하겠습니까? 만약 비적을 토초하여 큰 살륙을 당한다 해도 분명 사양하지 않을 것입니다.(拳匪害民, 必貽禍國家. 某爲直隸提督, 境內有匪, 不能剿, 如職任何. 若以剿匪受大戮, 必不敢辭.)'라고 답하였다.
6월, 섭사성은 부대를 이끌고 천진 양촌(楊村) 일대를 지켰고, 의화단과 함께 북경(北京)에 진격하여 대사관 지역을 지키고 구원하려던 팔국연군(八國聯軍) 선봉대를 저지하였다. 청군과 팔국연군은 서로 피해가 컸는데, 의화군은 섭사성에 의해 전선에 파견되었다가 팔국연군의 기관총 공격을 받았고 후퇴 시에도 섭사성 군대의 기관총 공격을 받아 참담한 수준의 피해를 입었다. 경진철로가 의화단에게 파괴되었고 팔국연군 선봉대는 육전에 약하였으며, 섭사성 군대는 정량(精良)이라는 독일제 중기관총을 갖추자, 연군은 전진하지 못하고 후퇴하였다. 청 정부는 이 전투를 낭방대첩(廊坊大捷)이라 하였다. 그러나 유록은 의화단에게 공을 돌리고 상을 주었으나 섭사성 군대는 포상이 전혀 없었다.
1900년 7월 9일, 의화단은 섭사성에게 보복하기 위하여 섭사성의 가솔을 붙잡았고, 섭사성은 대노하여 군대를 이끌고 가서 구원히면서 양군은 정식으로 대전을 벌였디. 동시에 일본군은 의화단기장자전장(義和團紀莊子戰場)에서 천진을 포위 공격하였고, 기장자에서 의화단을 격파한 후에 섭사성의 후방로를 습격, 섭사성은 일본군의 대포에 맞아 사망하였다. 의화단은 섭사성의 시체를 빼앗아 모욕하려 하였으나 독일군이 진격해 오면서 실패하였다. 독일군은 섭사성의 시체를 청군에 돌려주었다.

## 기념

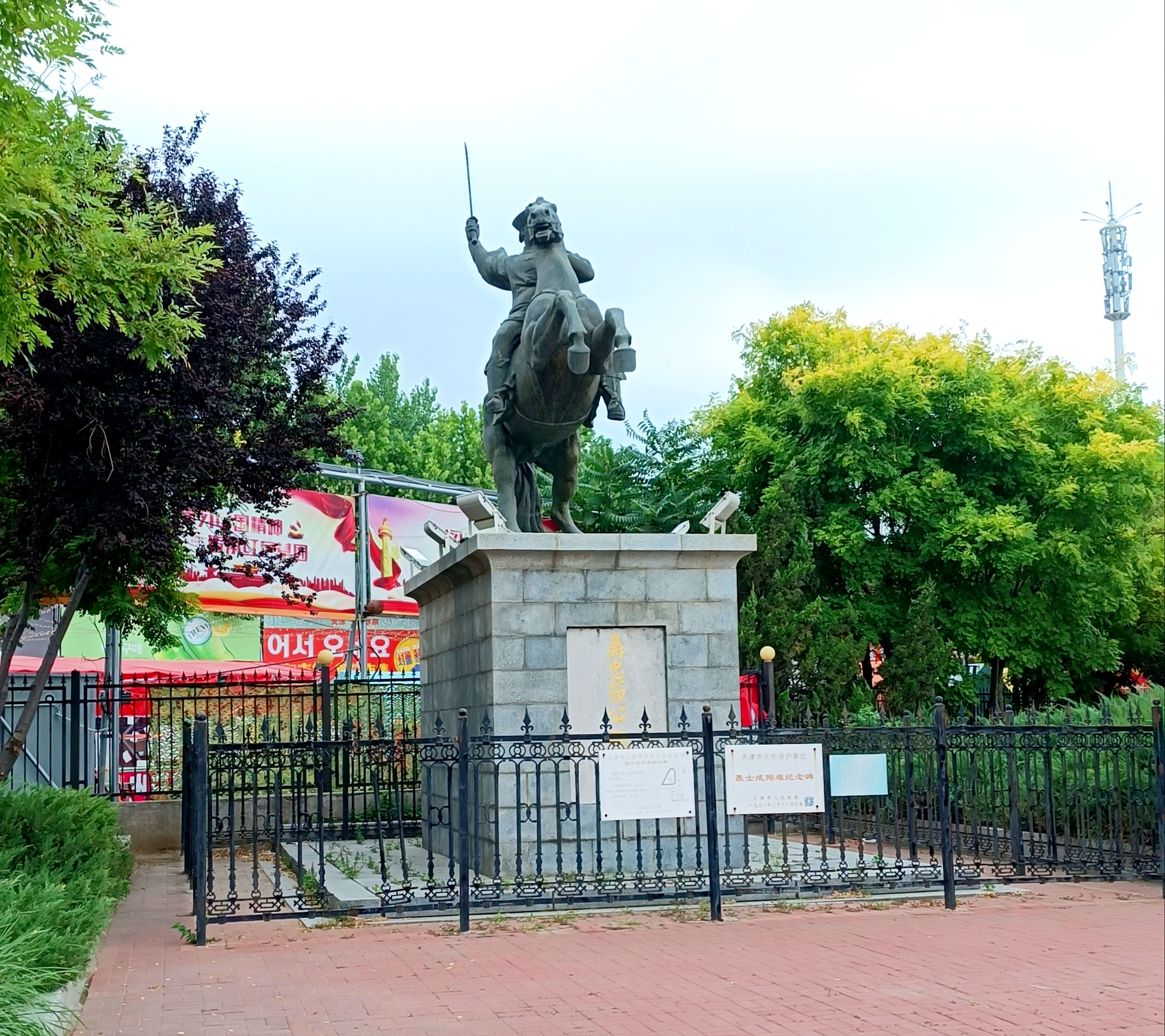
천진(天津) 섭사성순난기념비(聶士成殉難紀念碑)

1905년, 청정부는 천진 팔리대(八里臺) 남쪽(현재 천진시 남개구(南開區) 자금산로(紫金山路)와 위진남로(衛津南路)가 교차하는 곳)에 2.4미터의 화강암으로 기반을 만든 기념비를 세웠다. 기념비 정면에는 '섭충절공순난처(聶忠節公殉難處)'라고 새겨졌다. 양쪽에 세워진 기둥에는 '용력과 열정은 긴 무지개도 뚫었으니, 그때를 생각하면 전장에서 사망하여 말가죽으로 시체를 감쌀 정도였으나, 일편단심은 노한 파도를 일으켜 바다 위를 날아다니네. 정예와 성심은 푸른 피를 남겼으니, 오늘을 바라보면 전사한 이들이 벌레와 모래가 되어 억겁의 세월을 지나며 삼군의 백골은 악부에서 슬픈 노래를 부르며 성 남쪽에서 싸우네.(勇烈貫長虹, 想當年馬革裹尸, 一片丹心忍作怒濤飛海上. 精誠留碧血, 看今日蟲沙歷劫, 三軍白骨悲歌樂府戰城南.)'라고 쓰여 있다. 횡액(橫額)은 '생기늠연(生氣凛然)'이라 쓰여 있다.
기념비눈 문화대혁명 중에 사대구(四大舊)에 들어가 철저히 파괴되었다. 1984년 다시 세웠을 때에 비문에는 '聶忠節公殉難處' 7자만 남았다.
2000년 순국 100주년을 맞아 천진시정부는 섭공비 소재지에 4.18m 섭충절공횡도약마동상(聶忠節公橫刀躍馬銅像)을 세워 기념하였다. 기단에는 다음과 같은 시가 새겨져 있다. '장군이 말을 몰자 칼빛은 차가우니 함 번 다리 위로 뛰어올라 이 생을 바라보네. 섭공이 당시 힘차게 싸우던 곳은 푸른 소나무가 비를 맞아 차갑네(將軍驅騎刀光寒, 一躍橋頭此生瞻, 聶公當年激揚處, 多少靑松配雨寒)'